# Jeremih
Jeremih (nascido Jeremy Phillip Felton) é um cantor e compositor norte-americano de R&B da Def Jam Recordings, conhecido pelo single de estreia "Birthday Sex" que alcançou a posição #4 no Hot 100 da Billboard. Seu primo é Willie Taylor, integrante do grupo de R&B Day 26.

## Discografia

### Álbuns
| Ano  | Álbum                                         | Paradas | Paradas | Paradas | Vendas e Certificações      |
| Ano  | Álbum                                         | EUA     | EUA R&B | GBR     | Vendas e Certificações      |
| ---- | --------------------------------------------- | ------- | ------- | ------- | --------------------------- |
| 2009 | Jeremih - Gravadora: Def Jam Recordings       | 6       | 1       | 95      | - EUA: 420.000              |
| 2010 | All About You - Gravadora: Def Jam Recordings | 27      | 8       | 36      | - EUA: 186.000              |
| 2015 | Late Nights - Gravadora: Def Jam Recordings   | 42      | 9       | 40      | - EUA: 500.000 - RIAA: Ouro |

## Singles

### Como Artista Principal
| Ano  | Canção                                          | EUA Hot 100 | EUA R&B | AUS | CAN | UK | Álbum                    |
| ---- | ----------------------------------------------- | ----------- | ------- | --- | --- | -- | ------------------------ |
| 2009 | "Birthday Sex"                                  | 4           | 1       | 37  | 46  | 15 | Jeremih                  |
| 2009 | "Imma Star (Everywhere We Are)"                 | 51          | 23      | –   | –   | –  | Jeremih                  |
| 2009 | "Break Up to Make Up"                           | –           | 87      | –   | –   | –  | Jeremih                  |
| 2010 | "I Like" (Com Ludacris)                         | –           | 25      | –   | –   | –  | All About You            |
| 2010 | "Down on Me" (Com 50 Cent)                      | 4           | 7       | 91  | 22  | 30 | All About You            |
| 2013 | "All the Time" (Com Lil Wayne e Natasha Mosley) | –           | 47      | –   | –   | –  | Late Nights with Jeremih |
| 2014 | "Don't Tell 'Em" (Com YG)                       | 6           | 2       | 14  | 30  | 5  | Late Nights              |
| 2015 | "Planes" (Com J. Cole)                          | 44          | 16      | –   | –   | –  | Late Nights              |
| 2015 | "Oui"                                           | 19          | 5       | –   | 92  | –  | Late Nights              |
| 2016 | "Pass Dat"                                      | –           | –       | –   | –   | –  | Late Nights              |
| 2017 | "I Think of You" (Com Chris Brown and Big Sean) | –           | –       | –   | –   | –  | Later That Night         |

### Participações
| Título | Ano  |
| --- | ---- |
| "My Time" (Fabolous com Jeremih)                                                                           | 2009 |
| "Party After 2" (Sheek Louch featuring Jeremih)                                                            | 2010 |
| "I Don't Deserve You" (Lloyd Banks featuring Jeremih)                                                      | 2011 |
| "That Way" (Wale featuring Rick Ross and Jeremih)                                                          | 2011 |
| "Just (The Tip)" (Plies featuring Ludacris and Jeremih)                                                    | 2011 |
| "Do It Like You" (Diggy featuring Jeremih)                                                                 | 2011 |
| "Ride Like That" (Travis Porter featuring Jeremih)                                                         | 2012 |
| "My Moment" (DJ Drama featuring Meek Mill, 2 Chainz and Jeremih)                                           | 2012 |
| "All That (Lady)" (Game featuring Lil Wayne, Big Sean, Fabolous and Jeremih)                               | 2012 |
| "Crickets" (Drop City Yacht Club featuring Jeremih)                                                        | 2013 |
| "Nasty Girl"(Jim Jones featuring Jeremih and DJ Spinking)                                                  | 2013 |
| "Party Girls" (Ludacris featuring Jeremih, Wiz Khalifa and Cashmere Cat)                                   | 2014 |
| "Hold You Down" (DJ Khaled featuring Chris Brown, August Alsina, Future and Jeremih)                       | 2014 |
| "Adult Swim"(DJ Spinking featuring Tyga, Velous and Jeremih)                                               | 2014 |
| "The Body" (Wale featuring Jeremih)                                                                        | 2014 |
| "Bad Bitch" (French Montana featuring Jeremih)                                                             | 2014 |
| "Somebody" (Natalie La Rose featuring Jeremih)                                                             | 2015 |
| "Get You Alone"(Maejor featuring Jeremih)                                                                  | 2015 |
| "My Jam"(Bobby Brackins featuring Zendaya and Jeremih)                                                     | 2015 |
| "Like Me" (Lil Durk featuring Jeremih)                                                                     | 2015 |
| "Making Me Proud"(Red Café featuring Rick Ross and Jeremih)                                                | 2015 |
| "Get Low" (50 Cent featuring 2 Chainz, T.I. and Jeremih)                                                   | 2015 |
| "Freak of the Week" (Krept and Konan featuring Jeremih)                                                    | 2015 |
| "The Fix" (Nelly featuring Jeremih)                                                                        | 2015 |
| "You Mine" (DJ Khaled featuring Trey Songz, Future and Jeremih)                                            | 2015 |
| "Switch Up"(R. Kelly featuring Lil Wayne and Jeremih)                                                      | 2015 |
| "Somewhere in Paradise"(Chance the Rapper featuring R. Kelly and Jeremih)                                  | 2015 |
| "Body" (Dreezy featuring Jeremih)                                                                          | 2016 |
| "What a Night" (Kat DeLuna featuring Jeremih)                                                              | 2016 |
| "Enemiez" (Keke Palmer featuring Jeremih)                                                                  | 2016 |
| "Nasty"(Kid Ink featuring Jeremih and Spice)                                                               | 2016 |
| "Saw It Coming"(G-Eazy featuring Jeremih)                                                                  | 2016 |
| "All Eyez" (The Game featuring Jeremih)                                                                    | 2016 |
| "Point Seen Money Gone"(Snoop Dogg featuring Jeremih)                                                      | 2016 |
| "Do You Mind" (DJ Khaled featuring Chris Brown, August Alsina, Future, Rick Ross, Nicki Minaj and Jeremih) | 2016 |
| "Don't Hurt Me" (DJ Mustard featuring Nicki Minaj and Jeremih)                                             | 2016 |
| "Like Dat" (PartyNextDoor featuring Lil Wayne and Jeremih)                                                 | 2016 |
| "If I Was Your Man"(Nick Cannon featuring Jeremih)                                                         | 2016 |
| "Summer Friends"(Chance the Rapper featuring Jeremih and Francis and the Lights)                           | 2016 |
| "Living Single"(Big Sean featuring Chance the Rapper and Jeremih)                                          | 2016 |
| "The Half" (DJ Snake featuring Jeremih, Young Thug and Swizz Beatz)                                        | 2017 |
| "Back For More" (Justine Skye featuring Jeremih)                                                           | 2017 |
| "9:15PM" (The Cool Kids featuring Jeremih)                                                                 | 2017 |
| ''Tipo Crazy'' (Ludmilla featuring Jeremih)                                                                | 2017 |

### Aparições em álbuns
| Ano  | Canção                                 | Álbum           |
| ---- | -------------------------------------- | --------------- |
| 2009 | "Love Somebody" (Ace Hood com Jeremih) | Ruthless        |
|      | "My Time" (Fabolous com Jeremih)       | Loso's Way      |
|      | "Birthday Text" (Pitbull com Jeremih)  | Rebelution      |
|      | "Down On Me" (50 Cent com Jeremih)     | None            |
| 2016 | "Tipo Crazy" (Ludmilla com Jeremih)    | A Danada Sou Eu |